# Gvožđe oksid
Oksidi gvožđa su hemijska jedinjenja koja se sastoje od gvožđa i kiseonika. Sve zajedno, poznato je šesnaest oksida i oksihidroksida gvožđa.
Oksidi gvožđa i oksid-hidroksidi su široko rasprostranjeni u prirodi, igraju važnu ulogu u mnogim geološkim i biološkim procesima, i ljudi i široko koriste, npr., kao rude gvožđa, pigmenti, katalizatori, u termitima i hemoglobinu. Obična rđa je forma gvožđe(III) oksida. Oksidi gvožđa su u širokoj upotrebi kao jeftini, dugotrajni pigmenti u bojama, prevlakama i obojenim betonima. Obično dostupne boje su opsegu "zemljišne" žute/narandžaste/crvene/smeđe/crne boje. Kad se koriste kao boja za hranu imaju E broj E172.

## Oksidi
- gvožđe() oksid, vustite
- gvožđe(II,III) oksidi: 
  - magnetit
  - [2]
  - [3]
  - [4]
  - [4]
  - [5]
- gvožđe() oksid
  - alfa faza, hematit
  - beta faza,
  - gama faza, magemit
  - epsilon faza,

## Hidroksidi
- gvožđe() hidroksid
- gvožđe() hidroksid, (bernalit)

## Oksid/hidroksidi
- getit,
- akaganeit,
- lepidokrokit,
- feroksihit,
- ferihidrit ( aproks.), ili , ili {\displaystyle {\ce {FeOOH.}}0.4{\ce {H2O}}}
- visokog pritiska
- Švertmanit (idealno {\displaystyle {\ce {Fe8O8(OH)6(SO).{\mathit {n}}H2O}}} or {\displaystyle {\ce {Fe^{3+}16O16(OH,SO4)}}_{\text{12-13}}\cdot {\text{10-12}}{\ce {H2O}}})[6]
- zelena rđa ({\displaystyle {\ce {Fe_{\mathit {x}}^{III}Fe_{\mathit {y}}^{II}(OH)}}_{3x+2y-z}{\ce {(A^{-})}}_{z}} gde je A− Cl− ili 0.5SO42−)

## Mikrobna degradacija
Nekoliko vrsta bakterija, uključujući Shewanella oneidensis, Geobacter sulfurreducens i Geobacter metallireducens metabolički koriste čvrste okside gvožđa kao terminalne receptore elektrona, redukujući Fe(III) okside do Fe(II) oksida.

## Spoljašnje veze
- Information from Nano-Oxides, Inc. on Fe2O3.
- http://chemed.chem.purdue.edu/demos/demosheets/12.3.html
- http://minerals.usgs.gov/minerals/pubs/commodity/iron_oxide/ Архивирано на веб-сајту  (10. септембар 2012)
- CDC - NIOSH Pocket Guide to Chemical Hazards